# ポケットサッカーリーグ カルチョビット
『ポケットサッカーリーグ カルチョビット』は、任天堂より2012年7月12日に発売されたニンテンドー3DS用サッカークラブ育成シミュレーションゲーム。開発はパリティビット。

## 概要
2006年に発売されたゲームボーイアドバンス用ソフト『カルチョビット』の続編。当初はニンテンドーDS用ソフトとして開発していたが、前作同様開発に約6年かかったためニンテンドー3DSでの発売となった。また、2017年に今作の続編であるスマートフォンアプリとしてカルチョビットAが配信された。
本作ではホームタウンを1720の市町村から選択可能で、インターネットの全国ランキングに挑戦可能（インターネットの全国ランキング対戦は2019年3月29日16:00を以て終了した)。また、すれちがい通信でチームデータを交換し、親善試合や練習試合も行える。
続編として『ポケットサッカーリーグ カルチョビットA』が配信された。

## 前作からの変更点
ゲームシステムについては
- リーグ戦は以下のように変化した。
  - フレッシュリーグは6チーム（前作4チーム）所属となり節数も10に増加。
  - ステップリーグは6チーム・4回戦総当たりは変わらないが、優勝してもN2リーグ最下位チームとの入れ替え戦に勝たなければ昇格できなくなった。
  - N2リーグも8チーム・4回戦総当たりは変わらないが、2位チームはN1リーグ11位との入れ替え戦に勝たなければ昇格できなくなった。
  - N1リーグはほぼ変更なし。ただし2位以内に与えられる出場資格が「アジアチャレンジトロフィー」（後述）になっている。11位はN2リーグ2位との入れ替え戦に挑む。
- トーナメント戦はタイトルが1つ増え、前作の2つの大会も名称変更されている。

ジャパンカップ
前作におけるキングカップ。リーグのグレードに関係無く全32チームがトーナメント戦で優勝を競う。天皇杯に相当する大会。
キングカップにあった前年のN1リーグ上位2チームのシード権は廃止された。
アジアチャレンジトロフィー
今作で追加。AFCチャンピオンズリーグに相当する大会。前年のN1リーグ上位2チームとアジアの6チームによるグループリーグ戦のあと、各組1位チームがアジアのクラブチームNo1を争う。
優勝チームは後述の「ワールドカルチョクラシック」への出場権を得られる。
ワールドカルチョクラシック
前作におけるチャレンジカップ。FIFAクラブワールドカップに相当する大会。アジアチャレンジトロフィー優勝チームと世界から参加するクラブ7チームが1回戦と準決勝はホーム・アンド・アウェー方式、決勝は一発勝負のトーナメント戦で世界一の座を賭けて争う。

## チーム紹介 (1年目)
前作のカルチョビットに引き続き、京都ブロス、武蔵野ホーネッツ、メンソーレ那覇、函館ペンタゴン、トップロード成田が今作も登場している。
海外のチームは全て元になっている国にまつわる食べ物や料理の名前が付けられている
（リンク先参照）。

### フレッシュリーグ
白浜イレブン (無名クラブ)
新町ルドルフ (無名クラブ)
マルカトーレ青葉 (無名クラブ)
赤石ミラクル (無名クラブ)
緑丘SC (無名クラブ)
自分で作成したクラブ　(無名クラブ)

### ステップリーグ
ダイハード富士見 (郷土クラブ)
東島ビクトリー (郷土クラブ)
北野ブリザード (無名クラブ)
城南タキオン (郷土クラブ)
ミサトFC (無名クラブ)
クラシコ西条 (無名クラブ)

### Nリーグディビジョン2
高知シマントス (中堅クラブ)
飯田ビスタ (中堅クラブ)
チェスト鹿児島 (中堅クラブ)
キャッツ会津 (新興クラブ)
岡山ピータローズ (新興クラブ)
トップロード成田 (中堅クラブ)
十勝バロン (新興クラブ)
下関フォーチュン (新興クラブ)

### Nリーグディビジョン1
京都ブロス (名門クラブ)
キャピタル東京 (一流クラブ)
アスカディア奈良 (強豪クラブ)
メンソーレ那覇 (一流クラブ)
つくば・ダ・ガマ (有名クラブ)
リマッセ大阪 (強豪クラブ)
佐世保ドッグス (有名クラブ)
武蔵野ホーネッツ (中堅クラブ)
フォルティール浜松 (強豪クラブ)
富山ミラージオ (中堅クラブ)
エルドラド奥州 (強豪クラブ)
函館ペンタゴン (有名クラブ)

### アジアチャレンジトロフィー
チームA
バクラワ (名門クラブ)
カオマンガイ (強豪クラブ)
上海倶楽部 (一流クラブ)
チームB
スジョンガ (一流クラブ)
バラマンディ (一流クラブ)
ミルザガセミ (一流クラブ) 

### ワールドカルチョクラシック
Rトルティージャ (名門クラブ)
シュラスコ (名門クラブ)
モッセレン (名門クラブ)
ACパンチェッタ (名門クラブ)
FCバルサミコ (名門クラブ)
アイスバイン (名門クラブ)
タラモサラタ (一流クラブ)

## エキシビジョンマッチ
Nintendo Direct 2012.4.21で発表されたプロモーションで、「地元愛VS現役プロサッカー選手VS名監督」をテーマにお笑い芸人と現役プロサッカー選手、監督が本作で育てたチームで対戦するという企画。
6月12日に博多大吉と千鳥・ノブが対決。6月29日に芸人対決の勝利者と久保裕也（京都サンガF.C.）、西野朗（ヴィッセル神戸監督）による最終決戦が録画放送された。また、TVCMではこの模様の一部が用いられている。
また、この企画で育成された計4チームのデータが、いつの間に通信の機能により順次配布され、ゲーム上で親善試合を行えるようになっている。